# Mahdi Amel
Hassan Abdullah Hamdan, mer känd under sin pseudonym Mahdi Amel, född i Libanon 1936, död 18 maj 1987, var en marxistisk intellektuell och professor i filosofi.

## Biografi
Amel var professor i filosofi vid universitetet i Beirut och en framstående medlem av både det libanesiska kommunistpartiet och Union of Libanese Writers. Han bidrog till kommunistpartiets tidning al-Tariq, och han skrev dikter under namnet Hilal Bin Zaytoun.
Amel skrev om politiska, sociala och ekonomiska strukturer i Libanon. I sina texter diskuterade han bland annat sekterism och staten, kolonialism, och Edward Saids analys av Marx.
Han mördades vid 51 års ålder, i våldet och kaoset under inbördeskriget i Libanon (1975–1990).